# Puente Cascabelero
El puente Cascabelero, también denominado puente n.º 9 sobre el arroyo Cascabelero, es un antiguo viaducto ferroviario situado dentro del término del municipio español de Villanueva de las Cruces, en la provincia de Huelva, comunidad autónoma de Andalucía. La infraestructura fue construida a finales del siglo XIX por ingenieros ingleses como parte del ferrocarril de Tharsis, encontrándose en la actualidad fuera de servicio.

## Historia
En 1888 entró en servicio la línea Empalme-La Zarza, un ramal del ferrocarril de Tharsis que buscaba su enlace con la mina de La Zarza. Las obras corrieron a cargo de la Tharsis Sulphur and Copper Company Limited, que debió levantar numerosos puentes a lo largo del trayecto debido a la difícil orografía presente de la zona. El viaducto del Cascabelero constituía la obra de fábrica más importante del ramal, teniendo una longitud de 136 metros. La anchura de tablero era de 2,51 metros y durante el tiempo que estuvo activo acogió una traza de vía estrecha con un ancho de 1220 milímetros.
Al igual que ocurrió con el resto de puentes del trazado, el viaducto de Cacabelero fue reformado en 1967.